# La Mota
La Mota är en ort i Mexiko.   Den ligger i kommunen Tepatitlán de Morelos och delstaten Jalisco, i den centrala delen av landet, 400 km väster om huvudstaden Mexico City. La Mota ligger 1 926 meter över havet och antalet invånare är 141.
Terrängen runt La Mota är kuperad söderut, men norrut är den platt. Runt La Mota är det ganska tätbefolkat, med 86 invånare per kvadratkilometer. Närmaste större samhälle är Tepatitlán de Morelos, 14,5 km nordväst om La Mota. I omgivningarna runt La Mota växer huvudsakligen savannskog.